# امپراتور شائو وو
امپراتور شائو وو (۱۶۰۵-۱۶۴۷ میلادی) معروف به شاهزاده تانگ امپراتور دودمان مینگ جنوبی از ۱۶۴۶-۱۶۴۷ میلادی بود.
در ۱۶۴۶ نیروهای دودمان چینگ شهر فوژو را تسخیر کردند و امپراتور لونگ‌وو را کشتند. امپراتور جدید، شائو وو، به دنبال این حادثه به گوانگ‌ژو گریخت. در دسامبر همان سال، شائو وو رسماً در گوانگ‌ژو به عنوان امپراتور جدید تاجگذاری کرد. چندین روز بعد، تعدادی از روسای قدیمی دربار دور یکدیگر تجمع کرده و شاهزاده گوی را به عنوان امپراتور جدید (امپراتور یونگلی) برگزیدند. اینک دو دولت در کشور وجود داشت.
هر دو دولت ادعا کردند که جانشینان به حق و قانونی دودمان مینگ هستند و به سرعت میان آنان جنگ درگرفت. نیروهای امپراتور شائو وو به سرعت به پیروزی دست یافتند اما این جنگ داخلی منجر به تضعیف قدرت دفاعی کشور در مقابل حمله خارجی گردید. ۴۰ روز بعد از این پیروزی، نیروهای دودمان چینگ وارد گوانگ‌ژو شدند. امپراتور شائو وو در ژانویه ۱۶۴۷ بدست نیروهای دشمن اسیر گشت و مدتی بعد خودکشی کرد.